# Nipponomysis tenuiculus
Nipponomysis tenuiculus är en kräftdjursart som först beskrevs av Ii 1940.  Nipponomysis tenuiculus ingår i släktet Nipponomysis och familjen Mysidae. Inga underarter finns listade i Catalogue of Life.